# تازة كند شاهوردي (قشلاق أهر)
تازة کند شاهوردي (بالفارسية: تازه‌کند شاهوردی) هي قرية تقع في إيران في قسم قشلاق الریفي. يقدر عدد سكانها بـ 137 نسمة .